# Derde afdeling 2024-25 (voetbal België)
Het seizoen 2024-25 van de Belgische Derde afdeling ging van start in september 2024 en eindigde in mei 2025. De voetbalcompetitie telde vier reeksen van zestien teams. Twee reeksen met clubs zijn aangesloten bij VV en twee bij de ACFF.

## Gedegradeerde teams
Deze teams degradeerden voor aanvang van het seizoen uit de Tweede afdeling
- RFC Mandel United (17e VV A)
- RFC Wetteren (18e VV A)
- Tempo Overijse (16e VV B)
- SC City Pirates Antwerpen (17e VV B)
- K. Londerzeel SK (18e VV B)
- RRC Hamoir (17e ACFF)
- RUS Rebecquoise (18e ACFF)

## Gepromoveerde teams
Deze teams waren gepromoveerd uit de provinciale reeksen voor de start van het seizoen:

### Antwerpen
- K. Bevel FC (kampioen)
- KFC De Kempen (eindronde)

### Limburg
- K. Achel VV (kampioen)
- Lommel SK U23 (extra beloftenteam)

### Oost-Vlaanderen
- KV Eendracht Drongen (vice-kampioen)

### Vlaams-Brabant
- Sportief Rotselaar (kampioen)

### West-Vlaanderen
- KSV Diksmuide (kampioen)
- K. White Star Lauwe (extra stijger)

### Henegouwen
- Union Saint-Ghislain Tertre-Hautrage (kampioen)
- Pont-à-Celles-Buzet (eindronde)

### Luik
- ESFC du Geer (kampioen)
- RSC Tilffois (eindronde)
- KFC Eupen 1963 (extra stijger)
- R. Aubel FC (extra stijger)

### Luxemburg
- RES Harre-Manhay (kampioen)
- RAFC Oppagne-Wéris (eindronde)
- RCS Libramontois (eindronde)

### Namen
- RUS Biesme (kampioen)
- RUS Loyers (eindronde)

### Waals-Brabant
- Sporting Bruxelles (kampioen)
- Stade Everois RC (eindronde)

## Promoverende teams
Deze teams promoveren naar Tweede afdeling aan het einde van het seizoen:

### Rechtstreeks als kampioen
- RFC Mandel United (kampioen VV A)
- K. Londerzeel SK (kampioen VV B)
- RCS Brainois (kampioen ACFF A)
- FC United Richelle (kampioen ACFF B)

### Via eindronde
- KFC Vigor Wuitens Hamme (2e VV A)
- KSV Diksmuide (3e VV A)
- KFC Hoger Op Kalken (4e VV A)
- RFC Wetteren (5e VV A)
- KFC Nijlen (2e VV B)
- Sportief Rotselaar (5e VV B)
- FC Flénu (2e ACFF A)
- Sporting Bruxelles (3e ACFF A)
- RSC Tilffois (5e ACFF B)

## Degraderende teams
Deze teams degraderen naar de provinciale reeksen aan het einde van het seizoen:

### Rechtstreeks
- KSC Wielsbeke (14e VV A)
- K. Beerschot VA U23 (15e VV A)
- Avanti Stekene (16e VV A)
- Lommel SK U23 (14e VV B)
- KAC Betekom (15e VV B)
- K. Bevel FC (16e VV B)
- RUS Rebecquoise (14e ACFF A)
- RFC Perwez (15e ACFF A)
- RUS Beloeil (16e ACFF A)
- RUS Gouvy (14e ACFF B)
- RRC Hamoir (15e ACFF B)
- RAFC Oppagne-Wéris (16e ACFF B)

### Via eindronde
- K. Eendracht Wervik (13e VV A)

## Clubs

### Derde afdeling VV A
| # kaart | Stam- nummer | Club                        | Plaats                |
| ------- | ------------ | --------------------------- | --------------------- |
| 1       | 13           | K. Beerschot VA U23         | Antwerpen             |
| 2       | 48           | KSC Blankenberge            | Blankenberge          |
| 3       | 95           | RFC Wetteren                | Wetteren              |
| 4       | 211          | KFC Vigor Wuitens Hamme     | Hamme                 |
| 5       | 535          | K. White Star Lauwe         | Lauwe                 |
| 6       | 935          | RFC Mandel United           | Izegem & Ingelmunster |
| 7       | 1972         | KSV Diksmuide               | Diksmuide             |
| 8       | 2533         | KVV Sint-Denijs Sport       | Sint-Denijs-Westrem   |
| 9       | 3694         | K. Eendracht Wervik         | Wervik                |
| 10      | 3851         | KV Eendracht Drongen        | Drongen               |
| 11      | 3861         | Eendracht Elene-Grotenberge | Grotenberge           |
| 12      | 3957         | KVC Jong Lede               | Lede & Aalst          |
| 13      | 4139         | KFC Hoger Op Kalken         | Kalken                |
| 14      | 5343         | Erpe-Mere United            | Bambrugge & Erpe-Mere |
| 15      | 6381         | KSC Wielsbeke               | Wielsbeke             |
| 16      | 8552         | Avanti Stekene              | Stekene               |

### Derde afdeling VV B
| # kaart | Stam- nummer | Club                      | Plaats               |
| ------- | ------------ | ------------------------- | -------------------- |
| 1       | 148          | KFC Turnhout              | Turnhout             |
| 2       | 544          | SC City Pirates Antwerpen | Merksem              |
| 3       | 1065         | KFC Nijlen                | Nijlen               |
| 4       | 1124         | KFC Zwarte Leeuw          | Rijkevorsel          |
| 5       | 1357         | KFC Sint-Lenaarts         | Sint-Lenaarts        |
| 6       | 1640         | K. Bevel FC               | Bevel                |
| 7       | 1986         | Lommel SK U23             | Lommel               |
| 8       | 2169         | AS Verbroedering Geel     | Geel                 |
| 9       | 2727         | KEWS Schoonbeek-Beverst   | Beverst & Schoonbeek |
| 10      | 2753         | K. Achel VV               | Achel                |
| 11      | 3630         | K. Londerzeel SK          | Londerzeel           |
| 12      | 3634         | KAC Betekom               | Betekom              |
| 13      | 4469         | KFC De Kempen             | Lichtaart & Tielen   |
| 14      | 6909         | Sportief Rotselaar        | Rotselaar            |
| 15      | 8250         | KVV Zepperen-Brustem      | Zepperen & Brustem   |
| 16      | 8715         | Tempo Overijse            | Overijse             |

### Derde afdeling ACFF A
| # kaart | Stam- nummer | Club                                 | Plaats              |
| ------- | ------------ | ------------------------------------ | ------------------- |
| 1       | 75           | RCS Brainois                         | Eigenbrakel         |
| 2       | 199          | RAS Jodoigne                         | Geldenaken          |
| 3       | 460          | RUW Ciney                            | Ciney               |
| 4       | 1614         | RUS Rebecquoise                      | Rebecq              |
| 5       | 1708         | Union Saint-Ghislain Tertre-Hautrage | Saint-Ghislain      |
| 6       | 2364         | RFC Perwez                           | Perwijs             |
| 7       | 3020         | R. Jeunesse Aischoise                | Aische-en-Refail    |
| 8       | 4143         | RAS Monceau-Châtelet                 | Monceau-sur-Sambre  |
| 9       | 4210         | R. Arquet FC                         | Vedrin              |
| 10      | 4395         | RUS Beloeil                          | Belœil              |
| 11      | 4504         | RUS Biesme                           | Biesme              |
| 12      | 5160         | RUS Loyers                           | Loyers              |
| 13      | 6576         | Sporting Bruxelles                   | Neder-over-Heembeek |
| 14      | 7021         | Pont-à-Celles-Buzet                  | Pont-à-Celles       |
| 15      | 9332         | Stade Everois Racing Club            | Evere               |
| 16      | 9386         | FC Flénu                             | Flénu               |

### Derde afdeling ACFF B
| # kaart | Stam- nummer | Club                   | Plaats             |
| ------- | ------------ | ---------------------- | ------------------ |
| 1       | 172          | RSC Tilffois           | Tilff              |
| 2       | 190          | R. Stade Waremmien FC  | Borgworm           |
| 3       | 260          | RFCB Sprimont          | Sprimont           |
| 4       | 1590         | RCS Libramontois       | Libramont          |
| 5       | 1962         | RAFC Oppagne-Wéris     | Oppagne & Wéris    |
| 6       | 2816         | R. Aubel FC            | Aubel              |
| 7       | 3114         | RRC Hamoir             | Hamoir             |
| 8       | 3201         | ROC Meix-devant-Virton | Meix-devant-Virton |
| 9       | 3227         | RUS Gouvy              | Gouvy              |
| 10      | 3296         | RES Harre-Manhay       | Manhay             |
| 11      | 3816         | RRC Mormont            | Mormont            |
| 12      | 4260         | R. Marloie Sport       | Marche-en-Famenne  |
| 13      | 6548         | Etoile Elsautoise      | Elsaute            |
| 14      | 6657         | KFC Eupen 1963         | Eupen              |
| 15      | 7495         | ESFC du Geer           | Geer               |
| 16      | 9487         | FC United Richelle     | Richelle           |

## Klassementen

### Derde afdeling VV A
| Pos | Team                        | Wed | W  | G | V  | Ptn | DV | DT | +/− | Kwalificatie of degradatie                |
| --- | --------------------------- | --- | -- | - | -- | --- | -- | -- | --- | ----------------------------------------- |
| 1   | RFC Mandel United           | 30  | 21 | 4 | 5  | 67  | 64 | 24 | +40 | Promotie naar Tweede afdeling             |
| 2   | KFC Vigor Wuitens Hamme     | 30  | 20 | 4 | 6  | 64  | 66 | 36 | +30 | Kwalificatie voor Eindronde promotie VV   |
| 3   | KSV Diksmuide               | 30  | 18 | 5 | 7  | 59  | 46 | 24 | +22 | Kwalificatie voor Eindronde promotie VV   |
| 4   | KFC Hoger Op Kalken         | 30  | 16 | 2 | 12 | 50  | 61 | 41 | +20 | Kwalificatie voor Eindronde promotie VV   |
| 5   | RFC Wetteren                | 30  | 15 | 5 | 10 | 50  | 54 | 48 | +6  | Kwalificatie voor Eindronde promotie VV   |
| 6   | Erpe-Mere United            | 30  | 12 | 8 | 10 | 44  | 48 | 40 | +8  |                                           |
| 7   | KSC Blankenberge            | 30  | 12 | 5 | 13 | 41  | 43 | 43 | 0   |                                           |
| 8   | KVC Jong Lede               | 30  | 12 | 5 | 13 | 41  | 35 | 39 | −4  |                                           |
| 9   | KV Eendracht Drongen        | 30  | 11 | 6 | 13 | 39  | 49 | 51 | −2  |                                           |
| 10  | K. White Star Lauwe         | 30  | 11 | 6 | 13 | 39  | 34 | 52 | −18 |                                           |
| 11  | KVV Sint-Denijs Sport       | 30  | 10 | 8 | 12 | 38  | 28 | 32 | −4  |                                           |
| 12  | Eendracht Elene-Grotenberge | 30  | 11 | 3 | 16 | 36  | 33 | 42 | −9  |                                           |
| 13  | K. Eendracht Wervik         | 30  | 10 | 4 | 16 | 34  | 31 | 43 | −12 | Kwalificatie voor Eindronde degradatie VV |
| 14  | KSC Wielsbeke               | 30  | 7  | 7 | 16 | 28  | 46 | 70 | −24 | Degradatie naar Eerste provinciale        |
| 15  | K. Beerschot VA U23         | 30  | 5  | 8 | 17 | 23  | 34 | 56 | −22 | Degradatie naar Eerste provinciale        |
| 16  | Avanti Stekene              | 30  | 5  | 8 | 17 | 23  | 35 | 66 | −31 | Degradatie naar Eerste provinciale        |

### Derde afdeling VV B
| Pos | Team                      | Wed | W  | G  | V  | Ptn | DV | DT | +/− | Kwalificatie of degradatie                |
| --- | ------------------------- | --- | -- | -- | -- | --- | -- | -- | --- | ----------------------------------------- |
| 1   | K. Londerzeel SK          | 30  | 20 | 6  | 4  | 66  | 70 | 26 | +44 | Promotie naar Tweede afdeling             |
| 2   | KFC Nijlen                | 30  | 19 | 6  | 5  | 63  | 50 | 30 | +20 | Kwalificatie voor Eindronde promotie VV   |
| 3   | Tempo Overijse            | 30  | 15 | 12 | 3  | 57  | 56 | 30 | +26 | Kwalificatie voor Eindronde promotie VV   |
| 4   | KEWS Schoonbeek-Beverst   | 30  | 16 | 8  | 6  | 56  | 59 | 35 | +24 | Kwalificatie voor Eindronde promotie VV   |
| 5   | Sportief Rotselaar        | 30  | 15 | 5  | 10 | 50  | 62 | 53 | +9  | Kwalificatie voor Eindronde promotie VV   |
| 6   | KFC De Kempen             | 30  | 13 | 8  | 9  | 47  | 54 | 47 | +7  |                                           |
| 7   | KVV Zepperen-Brustem      | 30  | 12 | 7  | 11 | 43  | 51 | 40 | +11 |                                           |
| 8   | KFC Zwarte Leeuw          | 30  | 11 | 8  | 11 | 41  | 37 | 39 | −2  |                                           |
| 9   | KFC Sint-Lenaarts         | 30  | 11 | 7  | 12 | 40  | 57 | 58 | −1  |                                           |
| 10  | K. Achel VV               | 30  | 10 | 7  | 13 | 37  | 46 | 44 | +2  |                                           |
| 11  | SC City Pirates Antwerpen | 30  | 10 | 7  | 13 | 37  | 38 | 45 | −7  |                                           |
| 12  | KFC Turnhout              | 30  | 10 | 6  | 14 | 36  | 47 | 48 | −1  |                                           |
| 13  | AS Verbroedering Geel     | 30  | 9  | 8  | 13 | 35  | 39 | 55 | −16 | Kwalificatie voor Eindronde degradatie VV |
| 14  | Lommel SK U23             | 30  | 8  | 5  | 17 | 29  | 48 | 60 | −12 | Degradatie naar Eerste provinciale        |
| 15  | KAC Betekom               | 30  | 5  | 4  | 21 | 19  | 33 | 72 | −39 | Degradatie naar Eerste provinciale        |
| 16  | K. Bevel FC               | 30  | 2  | 4  | 24 | 10  | 28 | 93 | −65 | Degradatie naar Eerste provinciale        |

### Derde afdeling ACFF A
| Pos | Team                                 | Wed | W  | G | V  | Ptn | DV | DT | +/− | Kwalificatie of degradatie                  |
| --- | ------------------------------------ | --- | -- | - | -- | --- | -- | -- | --- | ------------------------------------------- |
| 1   | RCS Brainois                         | 26  | 18 | 7 | 1  | 61  | 64 | 27 | +37 | Promotie naar Tweede afdeling               |
| 2   | FC Flénu                             | 26  | 16 | 4 | 6  | 52  | 65 | 32 | +33 | Kwalificatie voor Eindronde promotie ACFF   |
| 3   | Sporting Bruxelles                   | 26  | 15 | 3 | 8  | 48  | 46 | 26 | +20 | Kwalificatie voor Eindronde promotie ACFF   |
| 4   | Stade Everois RC                     | 26  | 14 | 4 | 8  | 46  | 74 | 51 | +23 | Kwalificatie voor Eindronde promotie ACFF   |
| 5   | R. Arquet FC                         | 26  | 14 | 4 | 8  | 46  | 48 | 42 | +6  | Kwalificatie voor Eindronde promotie ACFF   |
| 6   | Union Saint-Ghislain Tertre-Hautrage | 26  | 12 | 8 | 6  | 44  | 46 | 28 | +18 |                                             |
| 7   | RAS Monceau-Châtelet                 | 26  | 12 | 5 | 9  | 41  | 48 | 35 | +13 |                                             |
| 8   | RUW Ciney                            | 26  | 9  | 4 | 13 | 31  | 37 | 50 | −13 |                                             |
| 9   | RUS Biesme                           | 26  | 7  | 5 | 14 | 26  | 42 | 49 | −7  |                                             |
| 10  | RUS Loyers                           | 26  | 7  | 5 | 14 | 26  | 32 | 60 | −28 |                                             |
| 11  | Pont-à-Celles-Buzet                  | 26  | 6  | 7 | 13 | 25  | 30 | 56 | −26 |                                             |
| 12  | R. Jeunesse Aischoise                | 26  | 5  | 7 | 14 | 22  | 23 | 48 | −25 |                                             |
| 13  | RAS Jodoigne                         | 26  | 5  | 5 | 16 | 20  | 28 | 50 | −22 | Kwalificatie voor Eindronde degradatie ACFF |
| 14  | RUS Rebecquoise                      | 26  | 4  | 8 | 14 | 20  | 31 | 60 | −29 | Degradatie naar Eerste provinciale          |
| 15  | RFC Perwez                           | 0   | 0  | 0 | 0  | 0   | 0  | 0  | 0   | Algemeen forfait                            |
| 16  | RUS Beloeil                          | 0   | 0  | 0 | 0  | 0   | 0  | 0  | 0   | Algemeen forfait                            |

1. ↑  De resultaten van RFC Perwez werden op 16 december 2024 geschrapt nadat de club voor de derde maal op rij forfait gaf. De club kende al enige tijd financiële problemen waardoor spelers niet betaald werden en deze als gevolg weigerden te spelen. Alle resultaten van de club werden geschrapt. [1]
2. ↑  De resultaten van RUS Beloeil werden op 16 december 2024 geschrapt nadat de club voor de derde maal op rij forfait gaf. De club liet eerder weten na het seizoen vrijwillig te willen afdalen naar Eerste provinciale. De spelers waren hier niet mee akkoord en weigerden nog te spelen. Alle resultaten van de club werden geschrapt.[1]

### Derde afdeling ACFF B
| Pos | Team                   | Wed | W  | G  | V  | Ptn | DV | DT | +/− | Kwalificatie of degradatie                  |
| --- | ---------------------- | --- | -- | -- | -- | --- | -- | -- | --- | ------------------------------------------- |
| 1   | FC United Richelle     | 30  | 21 | 6  | 3  | 69  | 79 | 24 | +55 | Promotie naar Tweede afdeling               |
| 2   | Etoile Elsautoise      | 30  | 16 | 7  | 7  | 55  | 60 | 36 | +24 | Kwalificatie voor Eindronde promotie ACFF   |
| 3   | RFCB Sprimont          | 30  | 15 | 9  | 6  | 54  | 59 | 32 | +27 | Kwalificatie voor Eindronde promotie ACFF   |
| 4   | ESFC du Geer           | 30  | 15 | 5  | 10 | 50  | 48 | 42 | +6  | Kwalificatie voor Eindronde promotie ACFF   |
| 5   | RSC Tilffois           | 30  | 13 | 10 | 7  | 49  | 46 | 36 | +10 | Kwalificatie voor Eindronde promotie ACFF   |
| 6   | RRC Mormont            | 30  | 12 | 12 | 6  | 48  | 50 | 37 | +13 |                                             |
| 7   | R. Aubel FC            | 30  | 11 | 10 | 9  | 43  | 48 | 34 | +14 |                                             |
| 8   | ROC Meix-devant-Virton | 30  | 12 | 6  | 12 | 42  | 39 | 42 | −3  |                                             |
| 9   | KFC Eupen 1963         | 30  | 13 | 2  | 15 | 41  | 48 | 64 | −16 |                                             |
| 10  | RES Harre-Manhay       | 30  | 10 | 9  | 11 | 39  | 44 | 50 | −6  |                                             |
| 11  | R. Marloie Sport       | 30  | 11 | 5  | 14 | 38  | 43 | 55 | −12 |                                             |
| 12  | R. Stade Waremmien FC  | 30  | 10 | 7  | 13 | 37  | 52 | 45 | +7  |                                             |
| 13  | RCS Libramontois       | 30  | 10 | 5  | 15 | 35  | 44 | 51 | −7  | Kwalificatie voor Eindronde degradatie ACFF |
| 14  | RUS Gouvy              | 30  | 8  | 5  | 17 | 29  | 38 | 61 | −23 | Degradatie naar Eerste provinciale          |
| 15  | RRC Hamoir             | 30  | 5  | 6  | 19 | 21  | 28 | 60 | −32 | Degradatie naar Eerste provinciale          |
| 16  | RAFC Oppagne-Wéris     | 30  | 3  | 6  | 21 | 15  | 27 | 84 | −57 | Degradatie naar Eerste provinciale          |

## Periodekampioenen

### Derde afdeling VV A
- Eerste periode: RFC Wetteren, 23 punten
- Tweede periode: RFC Mandel United, 25 punten
- Derde periode: RFC Mandel United, 24 punten

### Derde afdeling VV B
- Eerste periode: K. Londerzeel SK, 22 punten
- Tweede periode: K. Londerzeel SK, 20 punten
- Derde periode: KFC Nijlen, 26 punten

### Derde afdeling ACFF A
- Eerste periode: Sporting Bruxelles, 25 punten
- Tweede periode: FC Flénu, 21 punten
- Derde periode: RCS Brainois, 20 punten

### Derde afdeling ACFF B
- Eerste periode: FC United Richelle, 25 punten
- Tweede periode: Etoile Elsautoise, 22 punten
- Derde periode: FC United Richelle, 24 punten

## Eindronde promotie

### Promotie VV
De eindronde wordt gespeeld door de teams die tweede eindigen in het eindklassement en de drie periodekampioenen. Indien één of meerdere periodes gewonnen worden door de uiteindelijke kampioen of door dezelfde club, krijgt de best geklasseerde ploeg zonder eindrondeticket een plek in de eindronde.
Oorspronkelijk zouden er drie teams promoveren naar Tweede afdeling. Door het wegvallen van KSC Dikkelvenne en Jong KVC Westerlo kwamen er twee extra plaatsen vrij waardoor er vijf stijgers zijn.
Eerste ronde
In de eerste ronde treden acht teams aan. De wedstrijden werden gespeeld op het veld van de club die bij de lottrekking als eerste geloot werd. In een rechtstreeks duel (met eventuele verlengingen en strafschoppen) werd bepaald wie doorging naar de volgende ronde. 
De vier winnaars van deze ronde promoveerden rechtstreeks. De verliezers speelden verder om de vijfde promovendus te bepalen.
| Datum      | Uur   | Wedstrijden                                       | Uitslag    |  |
| ---------- | ----- | ------------------------------------------------- | ---------- |  |
| 04/05/2025 | 15:00 | KFC Hoger Op Kalken - RFC Wetteren                | 5-3        |  |
| 04/05/2025 | 15:00 | KFC Vigor Wuitens Hamme - KEWS Schoonbeek-Beverst | 3-1        |  |
| 03/05/2025 | 18:00 | KSV Diksmuide - Sportief Rotselaar                | 1-0 (n.v.) |  |
| 03/05/2025 | 20:15 | KFC Nijlen - Tempo Overijse                       | 3-2 (n.v.) |  |

Tweede ronde
| Datum      | Uur   | Wedstrijden                            | Uitslag |  |
| ---------- | ----- | -------------------------------------- | ------- |  |
| 11/05/2025 | 15:00 | KEWS Schoonbeek-Beverst - RFC Wetteren | 1-2     |  |
| 11/05/2025 | 15:00 | Sportief Rotselaar - Tempo Overijse    | 5-0     |  |

Derde ronde
De winnaar van deze wedstrijd promoveerde naar Tweede afdeling
Doordat Jong Genk uiteindelijk niet degradeerde naar Eerste nationale, promoveerde Sportief Rotselaar ook.
| Datum      | Uur   | Wedstrijden                       | Uitslag |  |
| ---------- | ----- | --------------------------------- | ------- |  |
| 17/05/2025 | 18:00 | Sportief Rotselaar - RFC Wetteren | 3-4     |  |

### Promotie ACFF
De eindronde wordt gespeeld door de teams die tweede eindigen in het eindklassement en de drie periodekampioenen. Indien één of meerdere periodes gewonnen worden door de uiteindelijke kampioen of door dezelfde club, krijgt de best geklasseerde ploeg zonder eindrondeticket een plek in de eindronde.
Van de 8 ploegen in de eindronde, promoveert in principe alleen maar de winnaar naar de Tweede afdeling.
Eerste ronde
In de eerste ronde treden acht teams aan. In een rechtstreeks duel (met eventuele verlengingen en strafschoppen) wordt bepaald wie doorgaat naar de volgende ronde. 
| Datum      | Uur   | Wedstrijden                            | Uitslag        |  |
| ---------- | ----- | -------------------------------------- | -------------- |  |
| 04/05/2025 | 15:00 | Etoile Elsautoise - Sporting Bruxelles | 0-0 (3-4 n.p.) |  |
| 04/05/2025 | 15:00 | RFCB Sprimont - ESFC du Geer           | 2-2 (5-3 n.p.) |  |
| 04/05/2025 | 15:00 | R. Arquet FC - RSC Tilffois            | 2-3            |  |
| 04/05/2025 | 15:00 | FC Flénu - Stade Everois RC            | 4-0            |  |

Tweede ronde
| Datum      | Uur   | Wedstrijden                   | Uitslag    |  |
| ---------- | ----- | ----------------------------- | ---------- |  |
| 11/05/2025 | 15:00 | FC Flénu - Sporting Bruxelles | 2-1 (n.v.) |  |
| 11/05/2025 | 15:00 | RFCB Sprimont - RSC Tilffois  | 1-2        |  |

Derde ronde
Door het wegvallen van RUS Binche in Eerste Nationale promoveren beide finalisten naar de Tweede afdeling. Daardoor werd de finale overbodig en dan ook niet gespeeld. Sporting Bruxelles won de wedstrijd voor de 3e plaats en kreeg in Juni het goede nieuws dat er een plek vrijkomt in de Tweede afdeling doordat RFC Seraing zijn U23 ploeg uit competitie haalt. Daardoor stijgt Sporting Bruxelles ook naar de Tweede afdeling.
| Datum      | Uur   | Wedstrijden                        | Uitslag       |  |
| ---------- | ----- | ---------------------------------- | ------------- |  |
| 18/05/2025 | 15:00 | FC Flénu - RSC Tilffois            | niet gespeeld |  |
| 18/05/2025 | 15:00 | RFCB Sprimont - Sporting Bruxelles | 1-4           |  |

## Eindronde degradatie

### Degradatie VV
De twee teams uit de VV-reeksen die 13e eindigden, speelden nog een testwedstrijd voor het geval er een extra plaats zou vrijkomen in Derde afdeling.
AS Verbroedering Geel bleef in Derde afdeling. K. Eendracht Wervik degradeerde naar 1e Provinciale.
| Datum      | Uur   | Wedstrijden                                 | Uitslag |  |
| ---------- | ----- | ------------------------------------------- | ------- |  |
| 03/05/2025 | 19:30 | AS Verbroedering Geel - K. Eendracht Wervik | 2-0     |  |

### Degradatie ACFF
De twee teams uit de ACFF-reeksen die 13e eindigden, speelden nog een testwedstrijd voor het geval er een extra plaats zou vrijkomen in Derde afdeling.
Het resultaat van deze wedstrijd bleek uiteindelijk onbelangrijk te zijn.

Zowel RCS Libramontois als RAS Jodoigne bleven in Derde afdeling. 
| Datum      | Uur   | Wedstrijden                     | Uitslag |  |
| ---------- | ----- | ------------------------------- | ------- |  |
| 04/05/2025 | 15:00 | RCS Libramontois - RAS Jodoigne | 4-1     |  |

Nationaal voetbal · Regionaal voetbal · Provinciaal voetbal · KBVB · Nationaal voetbalelftal · Nationaal dameselftal
Belgisch nationaal voetbal
Eerste klasse A · Eerste klasse B · Eerste nationale · Beker van België · Belgische Supercup
Super League · Eerste klasse (vrouwen) · Tweede klasse (vrouwen) · Beker van België (vrouwen) · Belgische Supercup (vrouwen)
Belgisch regionaal voetbal
Tweede afdeling · Derde afdeling
2016/17 · 2017/18 · 2018/19 · 2019/20 · 2020/21 · 2021/22 · 2022/23 · 2023/24 . 2024/25 . 2025/26